# Litholrot R
Litholrot R ist eine chemische Verbindung aus der Gruppe der Azofarbstoffe. Die Metallsalze (Natrium, Barium, Calcium und Strontium) werden als verlackte Monoazopigmente (Pigment-Red-49-Typen) in der Druckindustrie verwendet.

## Gewinnung und Darstellung
Litholrot R 4 kann durch die Diazotierung von 2-Aminonaphthalin-1-sulfonsäure (Tobiassäure) 1 und anschließender Azokupplung der Diazonium-Verbindung 2 mit 2-Naphthol 3 synthetisiert werden.

Darstellung von Litholrot R

## Geschichte
Litholrot wurde Ende des 19. Jahrhunderts von dem österreichischen Chemiker Paul Julius entdeckt, der für die deutsche Firma BASF arbeitete. Um einen neuen Azofarbstoff herzustellen, manipulierte Julius ein mit β-Naphthol und diazotierter Tobias-Säure imprägniertes Baumwolltuch. Berichten zufolge war Julius zunächst enttäuscht von seiner Entdeckung, weil die neue Farbe eine geringe Affinität zu Baumwollfasern aufwies, aber weitere Arbeiten überzeugten ihn von ihrem Potenzial als Pigment. Er meldete ein Patent an, das 1899 erteilt wurde.
Litholrot R war das erste technisch wichtige und synthetisch hergestellte Handelsprodukt der BASF aus der Gruppe der Azopigmente und wurde der Ausgangspunkt für die systematische Erschließung der organischen Pigmente durch die BASF.
In den 1950ern war es das wichtigste Rotpigment in der Druckerindustrie und wurde hier in größeren Mengen, als jedes andere Rotpigment verwendet. Nicht zuletzt seine günstige und unkomplizierte Herstellung sowie der hohe Glanz und die guten Verarbeitungseigenschaften führten zu dieser Vormachtstellung. In der heutigen Zeit hat seine Bedeutung zunehmend abgenommen. Es wird in den USA heutzutage immer noch deutlich häufiger verwendet, als in Europa.

## Eigenschaften
Der Farbton des Natriumsalzes von Lithilrot R ist gelbstichig-rot. Der Ersatz von Natrium durch Barium oder Strontium führt zu einem leuchtend roten, bzw. durch Calcium zu einem blaustichig-roten Farbton.  Die Licht- und Lösemittelechtheit ist gering, ebenso die Beständigkeit gegen Säuren und Laugen. Die verlackten Pigmente dieses Typs haben keine gute Hitzebeständigkeit, sind aber relativ beständig gegen Öle und Fette.
So heißt es z. B. „Barium und Calcium-Litholrot, welches für eine Dauer von drei Monaten der Sonne in Florida ausgesetzt waren, sind komplett verblichen“. Die Zugabe von Titandioxid beschleunigt diesen Bleaching-Effekt.
VIS-Spektroskopische Untersuchungen zeigten, dass bei den Litholrot-Salzen die Hydrazon-Form gegenüber der tautomeren Azo-Form bevorzugt ist.

Azo-Hydrazo-Tautomerie bei Litholrot R

## Verwendung
Die Bedeutung des Natriumsalzes von Litholrot R als Pigment ist aufgrund der deutlich schlechteren anwendungstechnischen Eigenschaften im Vergleich zu den Erdalkalimetall-verlackten Produkten eher gering. Den größten Anteil an den Handelsprodukten hat das Barium-Litholrot. Die Bedeutung der Pigment Red 49-Typen ist regional sehr unterschiedlich. In Europa und Japan spielen sie eher eine untergeordnete Rolle, während sie in den USA insbesondere als Druckfarben verwendet werden.
Letztendliche Verwendung finden jedoch, auf Grund der Löslichkeit der freien Säure, eher die aus dieser herstellbaren Salze durch sogenannte Verlackung:
- Natriumsalz:

Eher ein löslicher Farbstoff, als ein Pigment, welches auf Grund der, für ein Pigment zu hohen, Wasserlöslichkeit und somit eintretenden Blutung bei Wasserkontakt wenig verwendet wird. Verwendung findet es in billigen Flexodruckfarben auf Lösungsmittelbasis, sowie primär als Ausgangsmaterial für die Ba-, Ca- und Sr-verlackten Pigmente.
- Bariumsalz:

Verwendung als wasserunlösliches Pigment für wasserbasierte Druckfarben
- Calciumsalz & Strontiumsalz:

Bei nicht-wasserbasierten Verwendungen hängt die Wahl der Salze für die Einfärbung primär von der jeweiligen Farbwirkung ab, die bei den unterschiedlichen Kationen jeweils differiert.
Früher fand Litholrot R jedoch eine deutlich breitere Anwendung – so wurden die Lithol-Pigmente 1971 in den Colour-Index aufgenommen, wobei folgende Anwendungen genannt wurden:
alkyd resin enamels and lacquers, linoleum, paper coating, emulsion paints, polyvinyl chloride, urea formaldehyde, phenol formaldehyde, polystyrene and amide-based plastics, and student grade artists’ materials.
In der EU ist die Verwendung aller Litholrot-Salze in kosmetischen Produkten derzeit bis zu einem Massenanteil von 3 % erlaubt, während diese Anwendung in den USA komplett untersagt ist.

## Nachweis
Für die Untersuchung von Azo-Pigmenten, so auch für Litholrot, hat sich das Verfahren der Pyrolyse-Gaschromatographie mit gekoppelter Massenspektrometrie (PYGCMS) bewährt.